# Hendrik Kobell

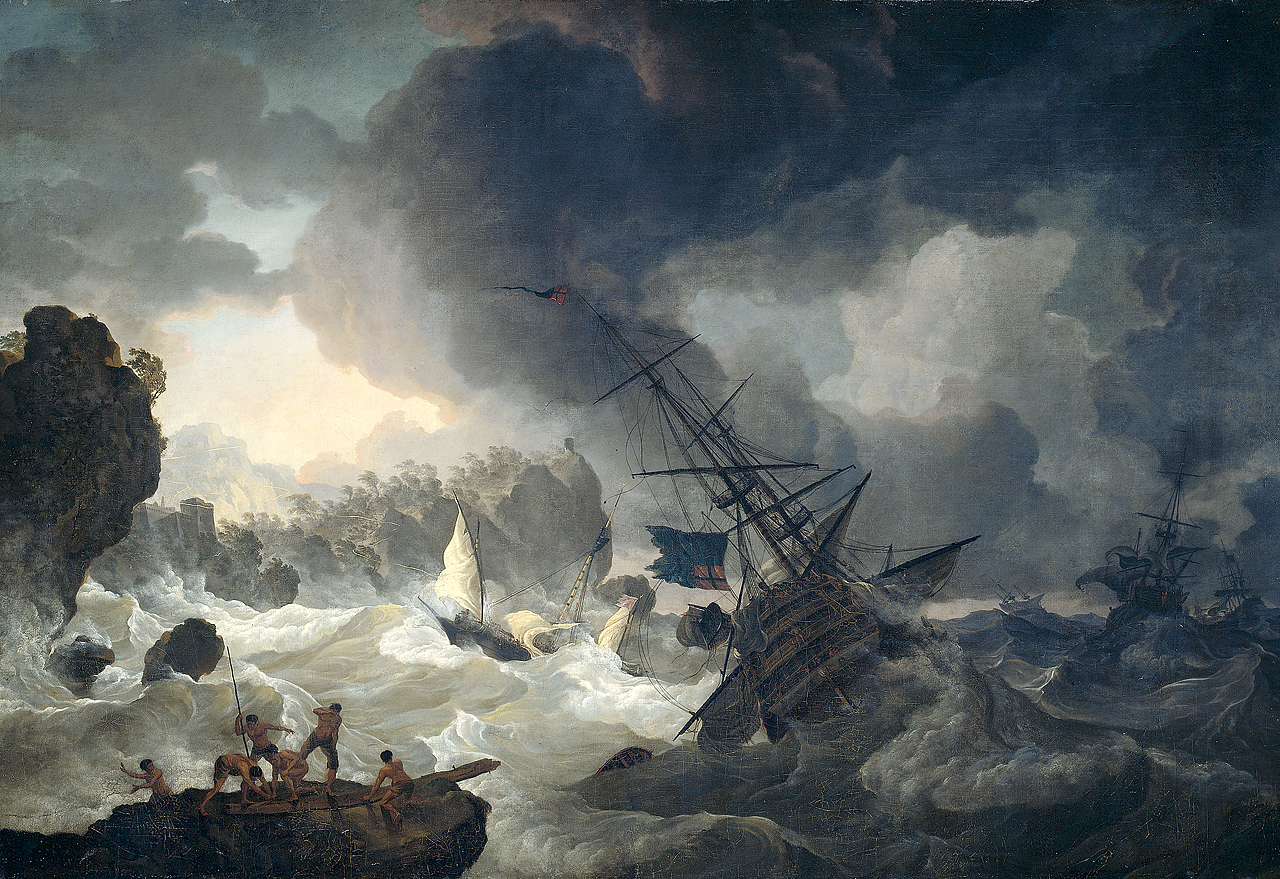
Schipbreuk door Hendrik Kobell (1775)

Hendrik Kobell  (Delfshaven, Rotterdam, 13 september 1751 - Rotterdam, 3 augustus 1779) was een Nederlandse schilder, tekenaar en etser van zeegezichten.
Hendrik Kobell stamde uit een oorspronkelijk Duits geslacht dat in de achttiende en negentiende eeuw meerdere kunstschilders heeft voortgebracht, waaronder Hendriks zoon Joannes Baptista (Jan) Kobell, zijn broer Joannes Baptista (Jan) Kobell (1755-1833) en diens kinderen Anna Kobell (1790-1847) en Johannes (Jan) Kobell (1800-1838). Ook onder zijn Duitse familieleden waren diverse schilders. Zijn neef Ferdinand Kobell (1740-1799) was hofschilder van de keurvorst van Beieren en een tweede neef Franz Innocenz Josef Kobell (1749-1822) was hofschilder van Karl Theodor von der Pfalz te München. Twee zonen van Ferdinand, Wilhelm Alexander Wolfgang (von) Kobell (1766-1853) en Egid (von) Kobell (1772-1847), beiden in de Beierse adelstand verheven, waren eveneens kunstschilder - laatstgenoemde naast zijn politieke en diplomatieke loopbaan als Beiers Staats- en Geheimraad en gezant.
Hendrik Kobell, zoon van de uit Frankfurt am Main afkomstige Hendrik Kobell en Johanna Bick, was aanvankelijk koopman, maar koos toch voor een loopbaan als kunstschilder. Tijdens een verblijf in Londen in 1769 besloot hij zich geheel te wijden aan zijn artistieke loopbaan, een besluit dat zijn neef Franz Kobell - aanvankelijk koopman te Mainz - enige tijd later ook nam. In 1771, na zijn terugkomst, nam Hendrik Kobell les aan de Stadstekenacademie te Amsterdam, en werd lid van de kunstenaarskring Pax Artium Nutrix, waar hij bevriend raakte met verzamelaars zoals Jacob de Vos en Cornelis Ploos van Amstel. Na zijn huwelijk in 1773 verhuisde hij naar zijn geboorteplaats Delfshaven, waar hij oprichter/lid was van het kunstenaarsgenootschap ‘Hierdoor tot Hooger’. Dit genootschap is in mei 1781 omgevormd tot de Rotterdamse Academie, de later Academie van Beeldende Kunsten en Technische Wetenschappen. Kobell is als schilder werkzaam geweest in Londen, Amsterdam, Parijs en Rotterdam. Hij stierf na een lang verblijf in Engeland in zijn geboortestad Rotterdam en werd op 6 augustus 1779 begraven in de Prinsekerk aldaar.
Hendrik Kobell trad op 30 oktober 1774, na in ondertrouw te zijn geweest te Delfshaven (13 oktober) en Rotterdam (14 oktober), te Delfshaven in het huwelijk met Anna Detert (1752-1778); het huwelijk werd, aangezien bruid en bruidegom beiden rooms-katholiek waren, voor het gerecht gesloten.
Hendrik Kobell stond met name bekend als zeeschilder, zijn zoon Jan Kobell daarentegen verwierf naam als veeschilder.
- Biblioteca Nacional de España: XX1762878
- Bibliothèque nationale de France: cb14980203h (data)
- Biografisch Portaal: 98448997
- Gemeinsame Normdatei: 13201517X
- International Standard Name Identifier: 0000 0001 1701 0510
- KulturNav: 70418cd7-b154-40a9-ad45-a12f76430ea9
- Library of Congress Control Number: no92002966
- National Gallery of Victoria: 5186
- RKD-Nederlands Instituut voor Kunstgeschiedenis: 45182
- Système universitaire de documentation: 253212898
- Union List of Artist Names: 500027479
- Virtual International Authority File: 120175820
- WorldCat: E39PBJyhc9Qp9xGjgRhRGYVDMP